# Aplopappus diffusus
Aplopappus diffusus là một loài thực vật có hoa trong họ Cúc. Loài này được (Cabrera) DC. mô tả khoa học đầu tiên năm 1836.